# Венатор (Орегон)
Венатор (англ. Venator) — невключённая территория, расположенная в округе Харни штата Орегон, США. Расположен в 27 км к юго-востоку от Крейн у притока Малура Саут-Форк.

## История
Алфена Венатор, проживавший в округе Линн, переехал в Харни во времена своей юности в 1872 году. В честь его отца Джезреела Венатора назван Каньон Венатор в округах Харни и Малур. Алфена Венатор основал животноводческую ферму в этой местности, которая вскоре стала называться Венатор. В 1895 году здесь появилось почтовое отделение, в котором первым почтмейстером стала Луэлла Венатор. Отделение впоследствии было перенесено на несколько километров к северу к железнодорожной станции Орегонской восточной ветки (ветки Бернс) Union Pacific. К 1976 году в поселении оставалось лишь 6 зданий и загон для скота.